# Libre (álbum de Azrael)
Libre es el último disco de estudio del grupo de Heavy Metal español Azrael, lanzado al mercado en el año 2007 por su propia discográfica Azrael Records. En él se puede apreciar un cambio en las composiciones y en la música, así como en la voz del cantante, Miguel Carneiro que sustituyó a Manuel Moral tras su marcha, así mismo los teclados fueron sampleados a causa de la marcha de su teclista Miguel Hernández. Es probablemente el mejor trabajo hasta la fecha de la banda granadina.

## Lista de canciones
- Sangre
- Tan sólo libre
- Todo-Nada
- Acción
- Un sentido
- No se tiene en pie
- Yo fénix
- Sin mirar atrás
- El fugitivo
- Sigues ahí

- Datos: Q5974888